# Aleia

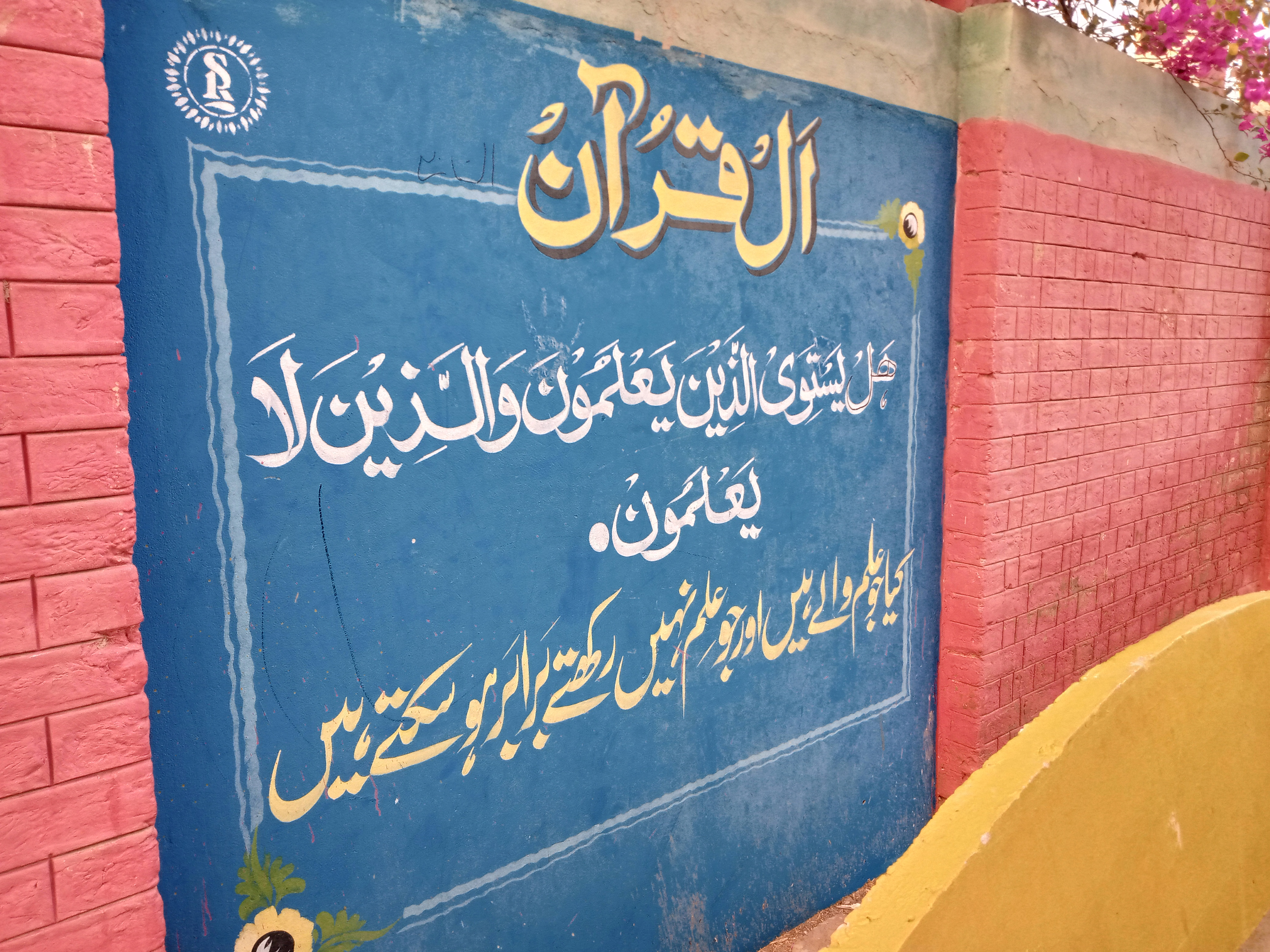
Vers de l'Alcorà sobre el coneixement.

Una aleia és cadascun dels 6.236 versicles en què se subdivideixen les sures o capítols de l'Alcorà. El mot prové de l'àrab aya (آية, āya, en plural آيات, āyāt) i vol dir ‘signe’, en el sentit de ‘prodigi’ o ‘miracle’. Aquesta denominació s'aplica en el llibre sagrat de l'islam per a recordar que cada verset és un «signe diví», ja que per als musulmans l'Alcorà conté la paraula directa de Déu.
Segons la claredat de llur contingut, les aleies es divideixen en dos tipus: les anomenades muhkumat i les mutaixabehat. Les primeres presenten un significat molt clar i directe, mentre que les segones són més ambigües i es presten a múltiples interpretacions.
Hi ha diverses aleies que gaudeixen d'una popularitat especial entre els musulmans, com ara la bàsmala, primera aleia de la primera sura (Al-Fàtiha, ‘L'obertura’), l'Aleia del Tron, núm. 255 de la segona sura (Al-Bàqara, ‘La vaca’) o l'Aleia de la Llum, núm. 25 de la sura 24 (An-Nur, ‘La llum’).
La primera aleia de certes sures consisteix en unes poques lletres aïllades que apareixen combinades de manera diferent i que són anomenades al-muqàttaat (àrab: المقطعات, al-muqaṭṭaʿāt, literalment ‘les tallades’, ‘les fragmentades’, ‘les trossejades’). El seu sentit no és clar i molts musulmans les consideren com un missatge diví secret. També se les anomena al-fawàtih (àrab: الفواتح, al-fawātiḥ, ‘les que obren’).